# SF3A1
SF3A1‏ (Splicing factor 3a subunit 1) هوَ بروتين يُشَفر بواسطة جين SF3A1 في الإنسان.